# Indeterminabilidad
El término indeterminabilidad es un concepto de la filosofía estética desarrollado por Juan Benítez Jamchen que se apoya en el temple intermedio de Friedrich Schiller y que surge de la necesidad de repasar los conceptos de la determinabilidad schilleriana y de crear una estética que pueda asegurar su propio ejercicio subjetivo.  El autor define la estética de la indeterminabilidad como: "aquella corriente de la filosofía estética donde, desde los ámbitos subjetivos kantianos e intersubjetivos hursselianos, se ubican aquellos espacios templados necesarios que abren las fronteras de los propios patrones de la misma estética, permitiendo que intervenga la realidad acontecida que se determina o establece, así como que esta tenga la cualidad misma de su subjetividad, sin que puedan llegar a ser deterministas u objetivistas, por el ejercicio propio de algún patrón, que es la tendencia, incluso estética, de todo pensamiento."
El significado semántico de Indeterminabilidad es:  la cualidad de lo que es indeterminable, o conjunto de características que hacen que una cosa sea indeterminable. Lo Indeterminable es lo que puede ser indeterminado, por lo que es aquello que tiende a la indeterminación pero no está aún completamente indeterminado.

## Estética de la indeterminabilidad
La estética de la indeterminabilidad, creada en el año 2009, se suma a las teorías estéticas contemporáneas que trabajan en la configuración de nuevas gnoseologías, ofreciendo herramientas para que tanto el pensamiento como la experiencia estéticas, no queden absolutamente subordinadas a la objetividad que marca lo subjetivo llevado al extremo. De esta manera, siendo de cualidad subjetiva, tanto lo subjetivo como lo objetivo contecidos, quedan sujetos al ejercicio de su indeterminación, sin pertenecer, por ello, a los campos del indeterminismo, precisamente por ser indeterminable y no indeterminado. Distingue cuatro estados de pensamiento fundamentales del  humano: El estado determinado, sobrevenida del juicio kantiano. El estado determinable, definido por Schiller, que tiende siempre a lo determinado, y que considera lo estético como una catarsis romántica que descansa en la ley. El estado indeterminable, que tiende a la indeterminación, pero nunca llega a ser indeterminado. Este estado ofrece la posibilidad de que tanto lo sensible como lo pensante, sobrevivan en una convivencia, que aún viviendo en el conflicto y el acuerdo, propio de lo subjetivo, tiende siempre al ejercicio de su temple, cualidad misma de lo indeterminable. Y por último, el estado de indeterminación, que, desde los ámbitos de discusión de la estética de la indeterminabilidad, no existe salvo en los extremos de lo determinado.
Juan Benítez Jamchen advierte que, “aunque lo indeterminable está basado en el temple intermedio Schilleriano, este es solo un paso previo al estado más realizado donde se considera el temple intermedio en el ejercicio de su tendencia y no como algo objetivado y realizado, que fue, precisamente, la característica del temple de Schiller que llevó a la humanidad a los desastres del romanticismo radical, ya que tiraron del hilo de lo determinable como un algo que podía ser establecido y objetivado. El temple determinable shilleriano, si está subyugado por la ley, no permite su ejercicio libre, y llevados al extremo de su propia frontera subjetiva, se objetiviza también al final, pues se hace, absolutamente indeterminada, y este extremo, está precisamente conectado con la determinación pura. El temple intermedio, sin embargo, desde los ámbitos indeterminables, es una aspiración que se mueve en los ámbitos de lo posible que, en el ejercicio por mantenerla, se relaciona con un estado conectado con los estados de consciencia, que la nueva ciencia llama “vacío cuántico”; de esta manera se separa de la indeterminación pura que concibe la “nada”. A su vez, lo indeterminable permite ajustarse a lo determinado, aunque sea de forma coyuntural, o de necesidad para el ejercicio de la humana condición que se sostiene en la ley natural. 
Como lo indeterminable sólo determina coyunturalmente para la realización necesaria e inevitable del ejercicio lógico, pues su substancia es el ejercicio reflexionante, las relaciones con la ética y otras determinaciones del juicio lógico no son dogmáticas, sino abiertas a ser cambiadas en todo momento, en función de la intersubjetividad u otros mecanismos. Por eso, el juicio reflexionante no está condenado a las leyes, pero estas son respetadas si mantienen un diálogo con el juicio reflexionante. De esta manera, se disipa la visión kantiana de la separación estricta entre juicio reflexionante y el juicio lógico, aún tirando de su propio hilo reflexionante. La experiencia estética de lo indeterminable es condescendiente, con todo ello, con el diálogo entre lo reflexionante y lo lógico, entre lo subjetivo y lo objetivo, entre la mímesis y lo poético,… De la misma forma permite diálogo con sus contrarios, como podría ser entre lo posible y lo imposible, lo caliente y lo frío, etc.;  en definitiva, conversa con las paradojas, pero no se asienta en ninguna, gracias a su cualidad estética de lo que tiende siempre a indeterminarse. La característica clave de la estética de la indeterminabilidad es que no se rige, de manera absoluta, por el rasgo subjetivo que le es propia, pues al indeterminarse a sí misma, trabaja en un continuo proyecto de impermanencia –característica de la contradictoria ley natural donde los humanos estamos inmersos- que tiende a establecerse, cuando le es posible, en el temple intermedio, base de toda creación. Con ello, dejamos espacio para que lo determinado, con su juicio lógico, pueda también dialogar con ella, asegurando que no se hace determinante, así como tampoco absolutamente indeterminada, abarcando un espacio de relatividad que participa también del asiento y de las propias fronteras de las particularidades reales que acontecen. Estos enlaces, trascienden la estricta separación entre los juicios kantianos y se basan en la constante templaza de los extremos, o lo que es lo mismo, templan lo extremo posible que contienen los -ismos.”
Dentro de lo posible realizable, Juan Benítez Jamchen, en sus últimos trabajos de Vida Natural Consciente, lleva la indeterminabilidad a los campos de la Naturaleza y la Consciencia, ensayando relaciones filosóficas y prácticas dentro de la agricultura Natural y de la propia vida, abriendo un nuevo debate filosófico sobre lo natural, lo consciente, la ley natural, los naturalismos, la ética, etc., y rompiendo, con ello, el gobierno de la razón sobre la sensibilidad, a cambio de un sensible posible, practicable y realizable dentro de los ámbitos de la naturaleza y lo espiritual, así como de un pensante posible, practicable y realizable en los mismos campos de acción. Y todo ello, basado en un movimiento indeterminable, que da aspiración al balance del temple intermedio, sensibilidad-razón humanas como conectores de consciencia, en diálogos múltiples posibles abiertos.
Con sus palabras:
“El carácter relativo implícito de la Naturaleza –y esta incluye al humano-, hace que todo lo acontecido en ella sea impermanente. La comprensión de la relatividad de la misma ley Natural, es la clave para mantener una relación armoniosa y conversadora con la Naturaleza. La experiencia estética indeterminable, por esa razón, mantiene la relatividad  tanto en nuestros pensamientos como en nuestras sensaciones percibidas, conjuntándonos e integrándonos, de una manera posible, en la misma dimensión de la Naturaleza. La sensibilidad y el pensamiento balanceando en su constante devenir natural. Pero este hecho no nos quita la realidad fija de la que estamos compuestos, de hecho es parte de la ley natural; por eso, la indeterminabilidad cuenta también con el aspecto determinado que contiene también la Naturaleza, que son los hechos reales percibidos en un determinado momento. Pensamos y sentimos, nos asentamos en ello, después fluimos en la apertura de esa frontera, porque sabemos que todo está abierto a ser cambiado. Para poder ejercitarnos en este devenir creador de realidades y mantener la consciencia de las realidades acontecidas que se mantienen, tenemos que conjugar la ley natural con la humana, entonces no tenemos problemas para quedarnos fijos en un sitio en un momento dado, e ir pacificando todo aquello que se hace extremo en lo que fue establecido, por su propia inercia de establecimiento en lo real, y estar siempre abiertos para que pueda ser cambiado. De esta manera, evitamos tanto el relativismo como el absolutismo.”